# Toxoproctis
Toxoproctis là một chi bướm đêm thuộc họ Erebidae.